# 2616 Lesya
2616 Lesya eller 1970 QV är en asteroid i huvudbältet som upptäcktes den 28 augusti 1970 av den ryska astronomen Tamara Smirnova vid Krims astrofysiska observatorium på Krim. Den har fått sitt namn efter den ukrainska poeten Lesia Ukrajinka.
Asteroiden har en diameter på ungefär åtta kilometer.